# Santa María Canchesda
Santa María Canchesda är en småstad i kommunen Temascalcingo i delstaten Mexiko i Mexiko. Samhället hade 1 898 invånare vid folkräkningen 2020. Staden är mest känd för hantverk och kvalitativ keramik, samt kyrkan Parroquia Santa María Canchesda bevarad från 1700-talet.